# Сраффа, Пьеро
Пьеро Сраффа (Зраффа) (итал. Piero Sraffa [zˈraffa]; 5 августа 1898, Турин — 3 сентября 1983, Кембридж) — итальянский экономист, привнёсший в кейнсианскую экономическую теорию элементы рикардианства и марксизма. Считается одним из основоположников посткейнсианства и неорикардианства.

## Биография
Пьеро Сраффа — сын Анжело Сраффы, профессора коммерческого права, и Ирмы Тиволи. Закончил Туринский университет. Тема дипломной работы — инфляция в Италии во время и после Первой мировой войны. Его научным руководителем был Луиджи Эйнауди, один из наиболее известных итальянских экономистов и будущий президент Италии. В Турине Сраффа встречает Антонио Грамши (самого значительного руководителя Итальянской коммунистической партии). Они становятся близкими друзьями — отчасти из-за общих идеологических взглядов — Сраффа в то время был радикальным марксистом. К тому времени он был также знаком с Филиппо Турати, вероятно, влиятельнейшим из лидеров Итальянской социалистической партии. В 1919 году он вступил в Объединение студентов-социалистов Туринского университета и некоторое время примыкал к левому крылу социалистического движения в стране.
В 1921—1922 годах Сраффа учился в Лондонской школе экономики и политических наук. В 1922 году назначен директором провинциального департамента труда в Милане, затем профессором политической экономии сначала в Перудже, затем в Кальяри, Сардиния.
В 1927 году его теория стоимости, в то время ещё никем не обсуждаемая, его рискованные политические взгляды, а также компрометирующая его дружба с Грамши (который уже был арестован фашистскими властями Италии — примечательно, что именно Сраффа снабдил его материалами — буквально карандашами и бумагой — для его знаменитых «Тюремных тетрадей») привели Джона Мейнарда Кейнса к благоразумному решению пригласить Сраффу в Кембриджский университет. Первоначально он читал там лекции. Спустя несколько лет, Кейнс специально для него воссоздал должность заведующего Библиотекой экономической литературы Маршалла.
Сраффу описывали как человека очень умного, скромного и действительно преданного исследованиям и книгам. Его библиотека, насчитывающая более 8000 томов, частично хранится в библиотеке Тринити-колледжа.
Сраффа разбогател, сделав долгосрочные вложения в облигации японского правительства буквально на следующий день после атомной бомбардировки Хиросимы и Нагасаки. Известная история гласит, что, получив большую сумму денег, он не инвестировал её более 10 лет, в ожидании надёжного варианта. Сраффа верно рассудил, что Япония недолго будет оставаться бедной страной.
В 1972 году он был избран почётным доктором Сорбонны, а в 1976 году — Мадридского университета.

## Научное творчество
В 1925 году Сраффа пишет об экономии от масштаба и совершенной конкуренции, подчёркивая некоторые спорные моменты теории фирмы Альфреда Маршалла. В завершение данной работы в следующем году он публикует статью.
Вместе с Франком Рамсеем и Людвигом Витгенштейном Сраффа вошёл в так называемый «кофейный кружок», своего рода неформальный клуб, в котором обсуждались «Трактат о вероятности» Кейнса и теория деловых циклов Фридриха Хайека. Наряду с Джоан Робинсон, Джеймсом Мидом и другими был членом кружка Кейнса, оказавшего влияние на переход Кейнса от идей «Трактата о деньгах» к «Общей теории занятости, процента и денег». Одновременно, также под влиянием Кейнса, Сраффа начал свои исследования жизни и научной деятельности Давида Рикардо, которые он проводил крайне добросовестно: Джордж Стиглер позднее писал «Рикардо был удачливым человеком… И сейчас, 130 лет спустя его смерти, он столь же удачлив: его поддержал Сраффа».
Его работа «Производство товаров посредством товаров» была попыткой довести до совершенства теорию стоимости классической политэкономии, изначально разработанную Давидом Рикардо и другими авторами. Целью Сраффы была демонстрация недостатков господствующей неоклассической теории стоимости, а также разработка альтернативных подходов. В частности, его техника формирования совокупного капитала как «продукта прошлого труда» привела к спору двух Кембриджей о капитале.
Было и остаётся спорным вопросом, была ли действительно работа Сраффы опровержением неоклассической теории. Многие посткейнсианские экономисты использовали критику Сраффы как основание для отказа от неоклассического подхода и изучения других моделей экономического поведения. Другие считали его работу совместимыми с неоклассической теорией, поскольку она разработана на базе современных моделей общего равновесия. Тем не менее, работы Сраффы в середине 1920-х годов прошлого столетия заложили теоретические основы неорикардинства. Особенно важное значение имели его интерпретация Рикардо и книга «Производство товаров посредством товаров».

## Произведения
- Производство товаров посредством товаров: прелюдия к критике экономической теории = Production of Commodities by Means of Commodities: Prelude to a Critique of Economic Theory (1960) / Пер. с англ. под ред. И. И. Елисеевой. — М.: Юнити-Дана, 1999. — 160 с. — (Сер. «Университетская библиотека»). — ISBN 5-238-00087-1.